# Astroloma tectum
Astroloma tectum är en ljungväxtart som beskrevs av Robert Brown. Astroloma tectum ingår i släktet Astroloma och familjen ljungväxter. Inga underarter finns listade i Catalogue of Life.